# مايكل كوكس
مايكل كوكس (2 أغسطس 1992 بكالغاري في كندا - ) هو لاعب كرة قدم كندي في مركز الهجوم. لعب مع كووبيون بالوسيورا ونادي ادمونتون وOrlando City B ‏ وSC Kuopio Futis-98 ‏.

## وصلات خارجية
- مايكل كوكس على موقع قاعدة بيانات كرة القدم.إي يو (الإنجليزية)
- مايكل كوكس على موقع Soccerway.com (الإنجليزية)